# 克里米亞國家議會
克里米亞國家議會（俄语：Государственный совет Республики Крым），是俄羅斯克里米亞共和國由75名议员组成的地方议会。
克里米亞國家議會的前身是克里米亞自治共和國最高拉達。2014年克里米亞危機發生後，俄羅斯實際控制了克里米亞，在俄羅斯的操縱下，克里米亞自治共和國最高拉達經過投票，單方面克里米亞宣佈從烏克蘭獨立。3月17日，在俄羅斯聯邦吞併克里米亞的前一天，克里米亞國家議會宣告成立。烏克蘭認定其為非法。

## 选举结果
2014年克里米亚国家议会选举
| 政党             | 得票率% | 单一席位 | 比例席位 | 总席位 |
| ---------------- | ------- | -------- | -------- | ------ |
| 统一俄罗斯       | 71.06%  | 25       | 45       | 70     |
| 俄罗斯自由民主党 | 8.14%   | 0        | 5        | 5      |